# Jefim Gienkin
Jefim Borisowicz Gienkin (ros. Ефим Борисович Генкин, ur. 1896 w Ladach w guberni mohylewskiej, zm. 10 lutego 1938 w Kommunarce) – radziecki polityk.

## Życiorys
Urodzony w rodzinie żydowskiej, miał wykształcenie niepełne wyższe, 1917 wstąpił do SDPRR(b). Od 11 do 22 listopada 1920 sekretarz Tymczasowego Centralnego Biura Komunistycznej Partii (bolszewików) Białorusi, od 26 listopada 1920 do 15 października 1921 członek Centralnego Biura KP(b)B, w tym od 26 listopada do 16 grudnia 1920 sekretarz tego biura, kierownik tego Wydziału Organizacyjnego. Od grudnia 1920 do 1921 ludowy komisarz pracy Białoruskiej SRR, od 18 grudnia 1920 do 25 lutego 1921 sekretarz CB KP(b)B, od lipca 1921 do maja 1922 ludowy komisarz finansów Armeńskiej SRR, od czerwca 1922 do kwietnia 1928 ludowy komisarz finansów ZFSRR. Od września 1930 do lutego 1931 p.o. zastępcy ludowego komisarza finansów ZSRR, następnie zastępca ludowego komisarza finansów ZSRR, od kwietnia 1931 redaktor pisma "Finansy i socyalisticzeskoje choziajstwo", od 10 lutego 1934 do października 1937 członek Komisji Kontroli Partyjnej przy KC WKP(b). Od 1934 kierownik Grupy Finansowej Komisji Kontroli Partyjnej przy KC WKP(b), później do października 1937 szef Sektora Planowego Ludowego Komisariatu Przemysłu Ciężkiego ZSRR.
11 października 1937 aresztowany, 8 lutego 1938 skazany na śmierć przez Kolegium Wojskowe Sądu Najwyższego ZSRR pod zarzutem udziału w kontrrewolucyjnej organizacji terrorystycznej, następnie rozstrzelany. 28 maja 1955 pośmiertnie zrehabilitowany.